# Daniel Reséndiz Núñez
Daniel Reséndiz Núñez (Comunidad de Maravillas en Nopala, Hidalgo, 1937 - Ciudad de México, 27 de noviembre de 2021) fue un ingeniero civil, académico, catedrático e investigador mexicano especializado en las áreas de ingeniería geotécnica e ingeniería de cimentaciones. 

## Estudios y docencia
Estudió ingeniería civil en la Universidad Nacional Autónoma de México (UNAM), concluyó la licenciatura en 1959, posteriormente una maestría y un doctorado (1965) en la misma institución.  Se especializó en Geotecnia. Fue investigador visitante en la Universidad Harvard, lugar en donde colaboró con Arthur Casagrande.
De 1974 a 1982 fue director del Instituto de Ingeniería y de 1987 a 1991 de la Facultad de Ingeniería de la UNAM. Fue profesor visitante en la Universidad Nacional de Ingeniería en  Perú. De 1991 a 1995 fue presidente del Patronato de la Universidad Autónoma Metropolitana (UAM). Fue subsecretario de Educación Superior e Investigación Científica en la Secretaría de Educación Pública (SEP).

## Investigador y académico
Fue pionero en la investigación sobre la interacción entre partículas sólidas y fluido en sistemas de arcilla-agua. Se ha especializado en ingeniería de cimentaciones, desarrolló un procedimiento para evaluar asentamientos de cimentaciones profundas a base de pilotes de fricción. Fue miembro de la Comisión para la Reconstrucción de la Zona Metropolitana de la Ciudad de México, del Comité Asesor en Seguridad Estructural del Gobierno del Distrito Federal. Fue asesor para los trabajos de la corrección estructural de la Catedral Metropolitana de la Ciudad de México. 
Fue subdirector técnico de la Comisión Nacional del Agua, subdirector de Programación de la Comisión Federal de Electricidad (CFE) y  subdirector de Educación Superior e Investigación Científica del Gobierno Federal de México. Forma parte del Consejo de la Crónica de la Ciudad de México y del Consejo Consultivo del Consorcio de Universidades Mexicanas.
De 1980 a 1981 fue presidente de la Academia Mexicana de Ciencias. De 1982 a 1987 fue secretario general del Consejo Nacional de Ciencia y Tecnología. De 1987 a 1991 fue presidente del Fondo de Estudios e Investigaciones “Ricardo J. Zeveda”, paralelamente fue miembro del Comité Asesor sobre Ciencia y Tecnología para el Desarrollo de la Organización de las Naciones Unidas (ONU). En junio de 2008 fue elegido miembro titular del Seminario de Cultura Mexicana. Fue  miembro del Consejo Consultivo de Ciencias de la Presidencia de la República y miembro honorario de la Sociedad Mexicana de Mecánica de Suelos y de la Academia de Ingeniería.

## Obras publicadas
Publicó más de 250 artículos en revistas de ingeniería, educación y política científica. Es autor o coautor de 10 libros especializados en mecánica de suelos. Entre algunos de sus títulos se encuentran:
- Las relaciones de esfuerzo-deformación de los suelos: una revisión de enfoques, en 1970.
- Analysis of Pile Foundations in Consolidating Soil, en coautoría con Gabriel Auvinet, en 1973.
- Presas de tierra y enrocamiento, en coautoría con Raúl J. Marsal Córdoba, en 1975.
- Optimum Seismic Design of Embankment Dams en 1975.
- Soil Dynamics: Behavior Including Liquefaction, en coautoría con Ezio Faccioli, en 1975.
- Cálculo de asentamientos de cimentaciones sobre pilotes de fricción, en coautoría con José Luis León, en 1979.
- Full-scale Observation, Numerical Modeling and Generalization in Soil Mechanics, en 1979.
- Sobre la racionalidad de la tecnología en 1987.
- Pemex y la eficiencia energética en 1988.
- Futuros de la educación superior en México en 2000.
- El rompecabezas de la ingeniería: porqué y cómo se transforma el mundo en 2011.

## Premios y distinciones
- Premio “Elías Sourasky” en el área de Ciencias.
- Miembro de Honor del Colegio de Ingenieros Civiles de México.
- Premio Nacional de Ciencias y Artes en el área de Diseño y Tecnología otorgado por la Secretaría de Educación Pública en 1990.
- Investigador Emérito por el Instituto de Ingeniería de la Universidad Nacional Autónoma de México (UNAM) desde 2008.
- Doctor honoris causa por la Universidad Autónoma del Estado de Hidalgo (UAEH) en 2009.
- Premio Nacional de Ingeniería de la Asociación de Ingenieros y Arquitectos de México en 2011.[8]